# Bobby (rappeur)
Pour les articles homonymes, voir Bobby.
Kim Ji-won (en coréen : 김지원) plutôt connu sous son nom de scène Bobby (en coréen : 바비) est un rappeur sud-coréen, auteur-compositeur-interprète et membre du boys band iKon sous YG Entertainment. En 2016, il forme une sous-unité avec Mino sous le nom de MOBB. Il est surtout connu pour avoir terminé à la première place sur Show Me The Money 3 de Mnet.

## Biographie

### Jeunesse
Kim Ji-won est né le 21 décembre 1995 à Séoul, en Corée du Sud. En 2005, sa famille a déménagé à Fairfax, Virginie, États-Unis. C'est là-bas qu'il a auditionné pour YG Entertainment. Il a été officiellement recruté comme stagiaire le 10 janvier 2011,.

### 2013–2014:Win: Who Is Next?etShow Me the Money 3
Après plus de deux ans d'entraînement, Bobby a participé, en 2013, au programme de survie Win : Who Is Next ? en tant que membre de l'équipe B. A la fin de l'émission, l'équipe A l'emporte, Bobby reste donc stagiaire chez YG.
En mai 2014, avec B.I, il a participé à l'émission Show Me The Money 3 diffusée sur le chaîne Mnet, terminant à la première place sous la direction de Team Illionaire encadrée par Dok2 et The Quiett ,. Tout au long de l'émission, Bobby a sorti des singles : "Go", "L4L (Lookin 'for Luv)", "YGGR # HipHop" et "Guard Up and Bounce". Après la fin de l'émission, Bobby a participé à Mix & Match, où le tournage a commencé au milieu de l'apparition de Show Me The Money. L'émission a abouti aux débuts de l'équipe B aux côtés de l'apprenti Jung Chan-woo sous le nom d'iKon,.
En octobre 2014, il figurait dans le single "Born Hater" d'Epik High aux côtés de Beenzino, Verbal Jint, B.I et Mino et le 11 novembre, il figurait dans "I'm Different" de Hi Suhyun, un projet de sous-unité composée de Lee Hi et Lee Su-hyun du groupe Akdong Musician. Le même mois, il a également joué avec Dok2 dans le morceau de Masta Wu "Come Here".
Par la suite il a interprété "Born Hater" avec Epik High aux Mnet Asian Music Awards 2014, interprétant également "Come Here" et son single "YGGR" avec Dok2, The Quiett et Masta Wu. Il a été présenté sur la liste des Hommes de l'Année 2014 de GQ Corée et le 4 décembre 2014, il est apparu en tant qu'invité à GQ Party.

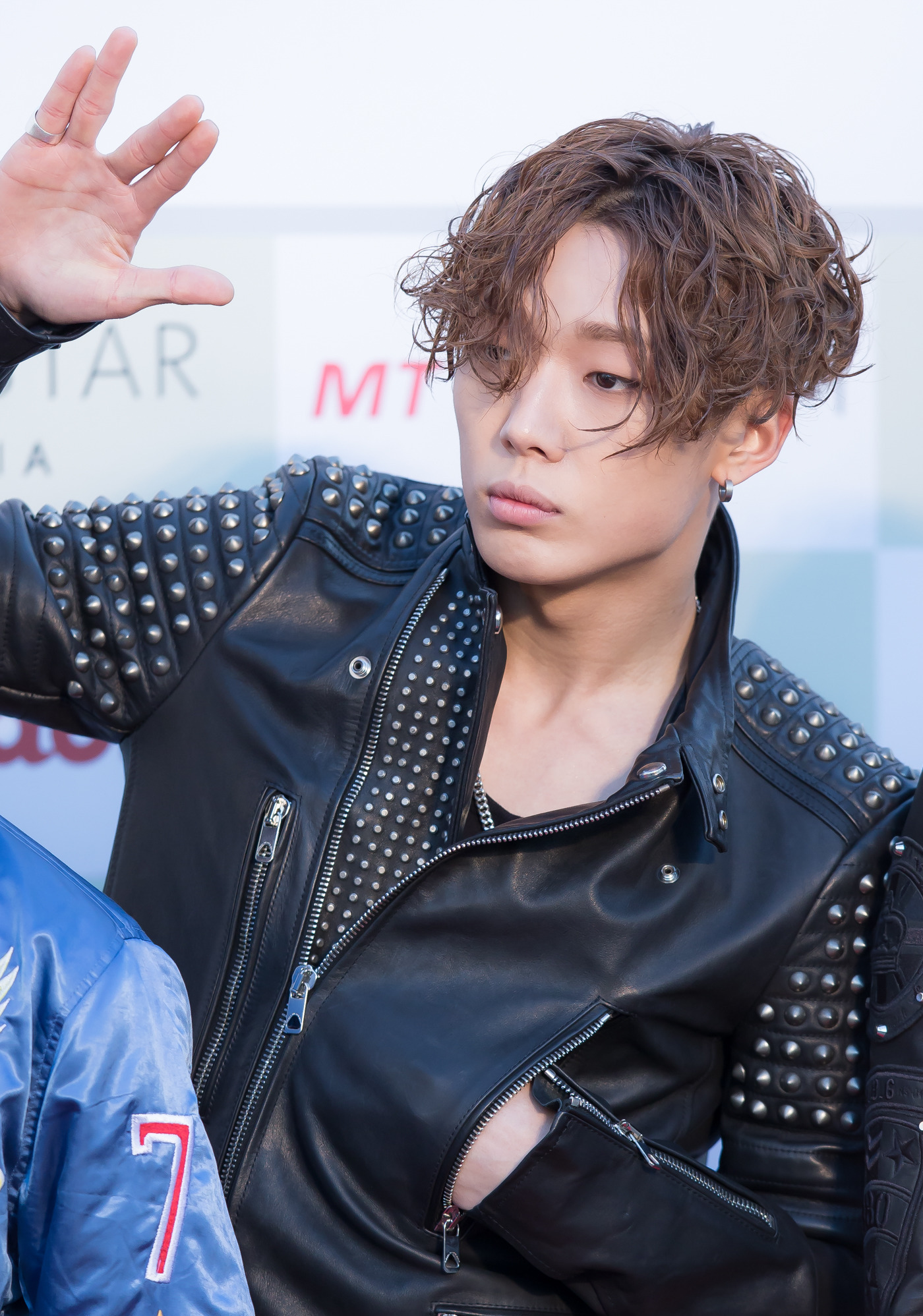
Bobby aux Gaon Chart Music Awards de 2016.

### 2015 – présent: iKON, MOBB andLove and Fall
Le 15 septembre 2015, iKon a sorti un single de pré-début nommé "My Type", suivi des singles "Rhythm Ta" et "Airplane" . Le 4 octobre, le groupe a réalisé sa première performance musicale dans l'émission Inkigayo de SBS, recevant simultanément leur troisième victoire pour le single "My Type" . Le groupe a sorti son tout premier album le 24 décembre 2015.
En mars 2016, Bobby figurait sur le single "Video" de Lee Hi de l'album studio Seoulite. Bobby a également fait une apparition dans le 9ème épisode de Show Me the Money 5, avec Reddy et sa chanson "Like This".
En septembre 2016, Bobby a sorti son single "Holup!" (en coréen : 꽐라) dans le cadre d'un EP à quatre titres, nommé The MOBB, une collaboration entre Bobby et Mino du groupe Winner sous le nom de MOBB,. Ils ont sorti les singles principaux "Full House" (en coréen : 붐벼) et "Hit Me" (en coréen : 빨리 전화해) le 9 septembre accompagné de clips musicaux . En mars 2017, Bobby et B.I ont fait une collaboration dans le single de Psy "Bomb" de l'album studio 4x2 = 8.
Le 14 septembre 2017, Bobby sort son premier album solo nommé "Love and Fall" pour lequel il a assumé le rôle de producteur, participant ainsi à l'écriture et à la composition de l'album entier,. Son coéquipier Donghyuk, également membre d'iKon, avec Katie Kim, ont collaboré avec lui dans sa chanson "Secret", et Mino du groupe Winner a collaboré avec lui dans sa chanson intitulée "Up".

## Discographie

### En solo

#### Album
| Titre         | Détails                                                                                             | Tracklisting |
| ------------- | --------------------------------------------------------------------------------------------------- | --- |
| Love and Full | - Date de sortie : 14 septembre 2017 - Label : YG Entertainment - Format : CD, téléchargement légal | 1. I LOVE YOU 2. RUNAWAY 3. ALIEN 4. TENDAE 5. UP (avec Mino) 6. SECRET (avec DK, Katie) 7. IN LOVE 8. SWIM 9. FIREWORK 10. LEAN ON ME |
| ROBERT        | - Date de sortie : 10 octobre 2023 - Label : 143 Entertainement - Format : CD, téléchargement légal | 1. f 2. hercules! (avec JUSTHIS) 3. why stop now (avec Jung Sangsoo) 4. beak (avec Huh)                                                |

#### Single
- 6 septembre 2016 : HOLUP!

## Filmographie
| Année | Chaîne | Titre                         | Rôle                 | Ref.   |
| ----- | ------ | ----------------------------- | -------------------- | ------ |
| 2013  | Mnet   | Win : Who Is Next             | Concurrent           |        |
| 2014  | Mnet   | Show Me the Money 3           | Concurrent           |        |
| 2014  | Mnet   | Mix & Match                   | Concurrent           | [ 6 ]  |
| 2017  | MBC    | King of Mask Singer           | Concurrent           | [ 21 ] |
| 2017  | MBC    | Living Together in Empty Room | Membre de l'émission | [ 22 ] |